# Аццанелло
Аццанелло (італ. Azzanello) — муніципалітет в Італії, у регіоні Ломбардія,  провінція Кремона.
Аццанелло розташоване на відстані близько 440 км на північний захід від Рима, 60 км на схід від Мілана, 23 км на північний захід від Кремони.
Населення — 675 осіб (2014).

## Демографія
Населення за роками:

Станом на 1 січня 2023 року в муніципалітеті офіційно проживало 99 іноземців з 13 країн, серед них 13 громадян країн Євросоюзу та 4 громадяни України.

## Сусідні муніципалітети
- Борго-Сан-Джакомо
- Казальморано
- Кастельвісконті
- Дженівольта
- Віллак'яра